# Código IMDG

El Código IMDG o Código Marítimo Internacional de Mercancías Peligrosas es una publicación de la Organización Marítima Internacional,  (OMI; en inglés, IMO) que recopila todas las disposiciones vigentes que regulan el transporte de mercancías peligrosas por vía marítima. El acrónimo IMDG proviene de las iniciales en inglés del código: International Maritime Dangerous Goods Code.
El Código IMDG surge para proteger a las tripulaciones y para prevenir la contaminación del medio marino mediante un transporte seguro de los materiales considerados peligrosos. Establece, entre otras, las diferentes clases en que se agrupan las mercancías peligrosas, su modo de embalaje, etiquetado, arrumazón y estiba en los buques (segregación) además de proporcionar, en el suplemento, una guía para el tratamiento de emergencias y accidentes.
Si bien la información que figura en el código está dirigida, fundamentalmente, a la gente de mar, sus disposiciones pueden afectar a una amplia gama de sectores y servicios: fabricantes, embaladores, expedidores, servicios de enlace por carretera o ferrocarril, y las autoridades portuarias encontrarán información fidedigna sobre terminología, embalaje y envasado, etiquetado, clasificación, estiba, segregación y medidas de lucha para casos de emergencias.
Es de consulta obligada tanto para exportadores como para transportistas, transitarios, NVOCC, navieros... Se actualiza cada dos años y tiene vigencia para el bienio siguiente. La versión actual es la 38/2016; aunque, desde el 1 de enero de 2019, se puede utilizar de forma voluntaria la versión de 2018.

## Mercancías que regula
El código IMDG agrupa las mercancías peligrosas en:
- explosivos,
- gases,
- líquidos inflamables,
- sólidos y otras sustancias inflamables,
- sustancias oxidantes y peróxidos orgánicos,
- sustancias tóxicas e infecciosas,
- materiales radiactivos,
- sustancias corrosivas y
- sustancias peligrosas varias.

Estas mercancías peligrosas sólo pueden embarcarse acompañadas de una «Declaración de mercancías peligrosas», documento que contiene los datos de la mercancía (nombre técnico, número ONU, punto de inflamación...), su naturaleza, clase, embalaje y grado de peligrosidad.

## Publicación y versiones
El Código IMDG se publicó en 1965 en el seno de la OMI; su redacción y contenido están conformes con el capítulo VII, Parte A, «Transporte de mercancías peligrosas en bultos o en forma sólida o granel» del Convenio SOLAS, que regula la clasificación, embalaje, marcado, etiquetado y rotulación de las mercancías peligrosas. Mediante las «tablas de segregación de productos», regula los factores de incompatibilidad entre las distintas mercancías transportadas en un mismo medio.
En esta versión se establecen de obligado cumplimiento todos los capítulos y secciones, salvo las siguientes, que se tratan como recomendaciones:
1. párrafos 1.3.1.4 to 1.3.1.7 (Formación);
2. capítulo 1.4 (Disposiciones de seguridad) excepto 1.4.1.1, que es obligatoria;
3. sección 2.1.0 del capítulo 2.1 (clase 1 - explosivos, Notas de introducción);
4. sección 2.3.3 del capítulo 2.3 (Determinación del punto de inflamación);
5. columnas (15) y (17) de la lista de Mercancías Peligrosas del capítulo 3.2;
6. sección 5.4.5 del capítulo 5.4 (Formulario para el transporte multimodal);
7. capítulo 7.3 (Sólo las disposiciones especiales en caso de incidente y precauciones en caso de incendio en el que se vean involucradas mercancías peligrosas);
8. sección 7.9.3 (Información de contacto); y
9. apéndice B.
El Código IMDG, Edición de 2014 (37/2014) entró en vigor el 1 de enero de 2016 durante dos años. El suplemento de dicha edición siguió siendo válido hasta la siguiente edición. El Código IMDG, Edición de 2016 (38/2016) entró en vigor el 1 de enero de 2018, durante dos años; podía aplicarse con carácter voluntario a partir del 1 de enero de 2017. La tabla muestra un resumen del cumplimiento obligatorio por años, de las distintas versiones del código IMDG
| 2010                  | 2011                  | 2012                  | 2013                  | 2014                  |
| --------------------- | --------------------- | --------------------- | --------------------- | --------------------- |
| IMDG 2008             | IMDG 2008 e IMDG 2010 | IMDG 2010             | IMDG 2010 e IMDG 2012 | IMDG 2012             |
| 2015                  | 2016                  | 2017                  | 2018                  | 2019                  |
| IMDG 2012 e IMDG 2014 | IMDG 2014             | IMDG 2014 e IMDG 2016 | IMDG 2016             | IMDG 2016 e IMDG 2018 |
| 2020                  | 2021                  | 2022                  | 2023                  | 2024                  |
| IMDG 2018             | IMDG 2018 e IMDG 2020 | IMDG 2020             | IMDG 2020 e IMDG 2022 | IMDG 2022             |

## Ficha de datos de seguridad
Las «Hojas de datos de seguridad» de cada material potencialmente peligroso especifican: la composición química, instrucciones sobre el embalaje y distintos códigos asignados a cada producto (Número ONU, Código IMO, Código IMDG y Código EmS).

## Relación con otros acuerdos internacionales
Las disposiciones de este código cumplen con lo dispuesto por los convenios SOLAS y MARPOL, amplía las prescripciones de ambos convenios y ha pasado a ser la guía estándar de todos los aspectos relacionados con la manipulación de mercancías peligrosas y contaminación del mar en el transporte marítimo. Como tal, se recomienda a los gobiernos su adopción o su utilización como base de las reglas nacionales cuando hagan efectivas las prescripciones del SOLAS 1974 y el Marpol 73/78.
Otros acuerdos internacionales alcanzados por la OMI en el ámbito del transporte marítimo de mercancías peligrosas son: el «Código IBC» (International Bulk Chemical Code), para la construcción y el equipamiento de la construcción de buques que vayan a transportar productos químicos peligrosos a granel, y el «Código IGC» (International Gas Carrier Code), para la construcción y el equipo de buques que vayan a transportar gases licuados a granel.